# Girlfight – Auf eigene Faust
Girlfight – Auf eigene Faust ist ein US-amerikanisches Sportdrama von 2000. Produziert wurde der Independentfilm von Green/Renzi und Independent Film Channel. Weltpremiere hatte der Film am 22. Januar 2000 beim Sundance Film Festival. Offizieller US-Starttermin war der 29. September 2000. In Deutschland kam Girlfight – Auf eigene Faust am 8. Februar in die Kinos.

## Handlung
Die junge Diana Guzman aus Brooklyn neigt nach dem Selbstmord ihrer Mutter zu Gewaltattacken. Durch ihren Bruder Tiny wird ihr Interesse am Boxen geweckt. Nach anfänglicher Skepsis wird Diana in den örtlichen Boxclub aufgenommen. Durch das Training wird ihr Selbstwertgefühl gesteigert und Diana verliebt sich in den Boxer Adrian. Sie sind kurz ein Paar, bis Diana sieht, wie er eine seiner Ex-Freundinnen küsst. Sie ignoriert ihn daraufhin. Bei einem Turnier kommt es zu einem Boxkampf der beiden. Adrian  will jedoch nicht, dass Diana gegen ihn in den Ring steigt, da er sie nicht verletzten möchte. Der Kampf wird abgebrochen. Diana tritt gegen Ende des Films gegen eine andere Boxerin an, die bereits hohes Ansehen genießt, und gewinnt. Diana und Adrian versöhnen sich, nachdem sie noch einmal gegeneinander boxen mussten. Diesen Kampf gewann Diana ebenfalls.

## Auszeichnungen
Für Regisseurin Karyn Kusama und Hauptdarstellerin Michelle Rodríguez sollte der Film den Durchbruch bringen. Kusama gewann unter anderen beim Sundance Film Festival 2000 den Großen Preis der Jury und den Regiepreis. Außerdem wurde sie auf den Filmfestivals in Cannes, Deauville, Flandern und Valladolid mit Preisen bedacht.
Michelle Rodríguez wurde unter anderen bei den Gotham Awards mit dem Breakthrough Award ausgezeichnet. Außerdem wurde sie mit einem Independent Spirit Award, NBR Award sowie zwei Kritikerpreisen geehrt. Auf dem Filmfestival in Deauville bekam sie die Auszeichnung als Beste Schauspielerin.

## Synchronisation
| Darsteller/in           | Rolle        | Synchronsprecherin |
| ----------------------- | ------------ | ------------------ |
| Michi Klapetek          | Lee Guzman   |                    |
| Michelle Rodriguez      | Diana Guzman | Ghadah Al-Akel     |
| Jamie Tirelli           | Hector       |                    |
| Paul Calderón           | Sandro       | Torsten Michaelis  |
| Santiago Douglas        | Adrian       | Simon Jäger        |
| Ray Santiago            | Tiny         | Wanja Gerick       |
| Víctor Sierra           | Ray          |                    |
| Elisa Bocanegra         | Marisol      | Ursula Hugo        |
| Herb Lovelle            | Cal          |                    |
| Shannon Walker Williams | Veronia      | Luise Helm         |
| Thomas Barbour          | Ira          | Hans Teuscher      |

## Kritiken
„Ihre Energie und Stärke heben Karyn Kusamas Debüt weit über eine Milieustudie und ein Aufsteigerdrama hinaus.“

„Michelle Rodríguez, zuvor ohne Schauspielerfahrung, überbietet alle Profis an innerer Spannung und Ausdruck.“

„Hier ist nicht nur ein hervorragender Film zu sehen, sondern eine Riesen-Entdeckung zu machen: ‚Girlfight‘ präsentiert die charismatische Newcomerin Michelle Rodríguez.“

„Zu sehen ist vor allem die mit atemberaubender Intensität spielende Hauptdarstellerin Michelle Rodríguez. Es gelingt den beiden Frauen (Rodriguez und Kusama), aus der strengen Choreographie des Boxkampfes eine eigene, sehr genaue Bildsprache der Gefühle zu entwickeln.“